# 大雄寺 (北海道伊達市)
大雄寺（だいおうじ）は、北海道伊達市にある曹洞宗の寺院。亘理伊達家の菩提寺末寺。

## 歴史
戊辰戦争により所領地を没収された仙台藩亘理領主の伊達邦成らは、1870年（明治3年）に北海道へ移住して開墾を続けていた。一方、亘理大雄寺27世の相神百川は一切の禄が没収された寺の再建のため亘理に残っていた。元来、主君との随従を願っていた相神百川は1879年（明治12年）に伊達邦成へ書簡を送り、伊達村への寺院開創を懇願した。1880年（明治13年）、相神百川は第8回移住者とともに伊達へ渡り、自費によって現在地に小院を建立し、同年に開拓使より正式に寺号公称が許可された。
1906年（明治39年）に大殿堂（現在の本堂）が完成。太平洋戦争時には住職も軍に召集されたほか、金属・仏具の強制回収もあり寺の大鐘（約450 kg）も供出された。戦後、1968年（昭和43年）に室蘭市知利別町に説教所（現在の大光寺）を設立。1981年（昭和56年）には伊達市と亘理町が「ふるさと姉妹都市」を締結した。1991年（平成3年）に新会館が落成し、記念誌『百拾年の法灯』を発行。2005年（平成18年）には伊達家御霊屋（おたまや）を建立した。

## 境内
- 本堂
  - 座禅堂
- 宝物殿
- 亘理伊達家御霊屋

## 行事
- 1月1日 - 3日：新年祈祷会
- 2月3日：節分会
- 3月21日：涅槃会、春彼岸施餓鬼会
- 7月23日 - 24日：水子供養会、地蔵尊大祭
- 8月13日 - ：盂蘭盆会
- 8月20日：満散大施餓鬼会
- 9月23日：秋彼岸会
- 10月26日：開山忌報恩講
- 12月31日：大晦日除夜ノ鐘

## 参考資料
- “［巻頭特集］明治13年、伊達市元町に胆振山大雄寺開創”. ニューボルカノ (2014年10月14日). 2015年8月8日閲覧。